# 프리어 미술관

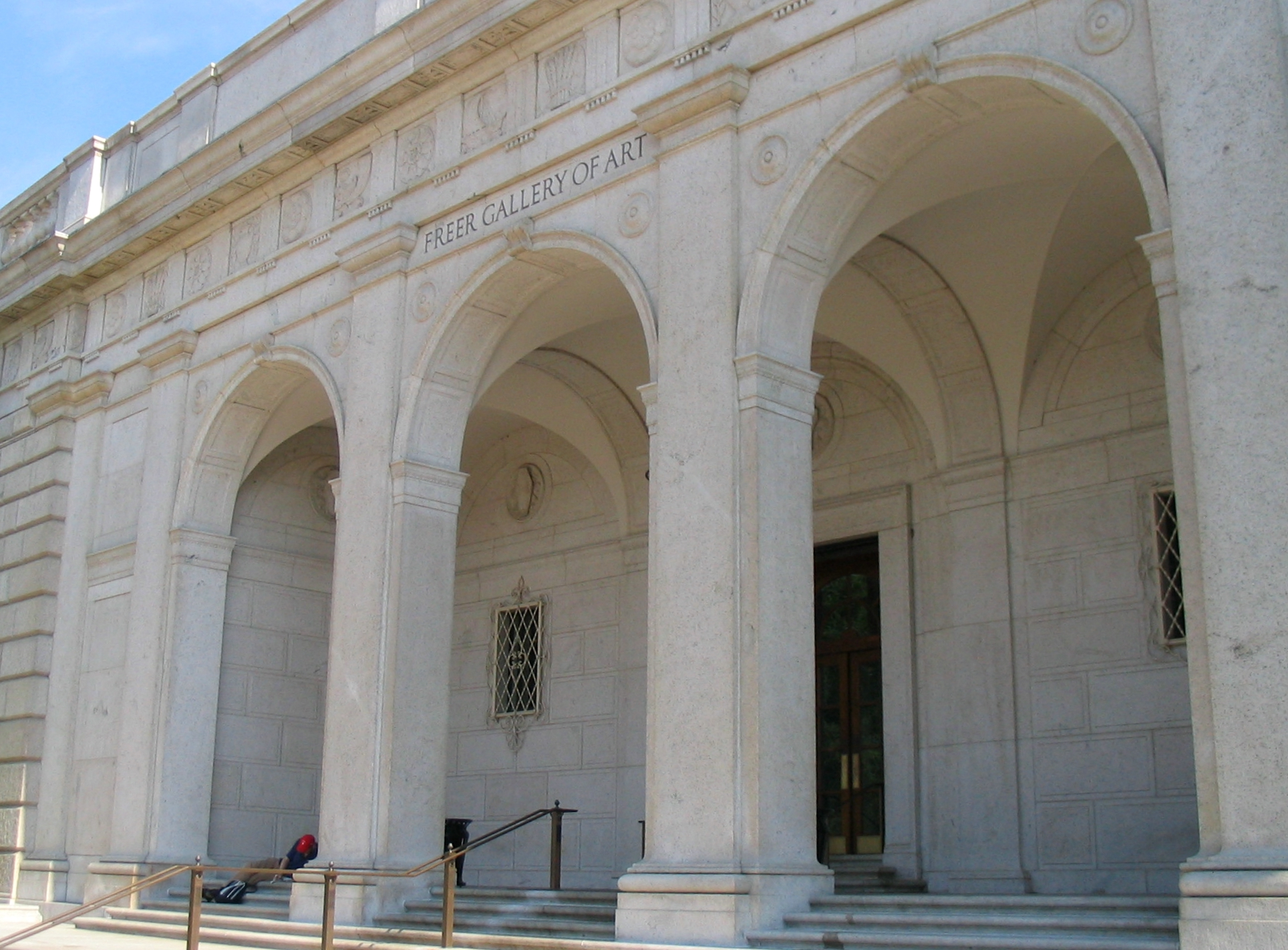
프리어 미술관

프리어 미술관(Freer Gallery of Art)은 미국 워싱턴 D.C.에 위치한 미술관이다. 수도 중심의 내셔널 몰에 있으며, 스미스소니언 협회가 관리, 운영하는 박물관 중 하나이다. 인접한 아서 M. 새클러 갤러리와 마찬가지로 한국을 포함한 일본 중국 및 인도를 중심으로 한 아시아의 고미술품이 전시되어 있는 미술관이다.